# Río Jubones
Der Río Jubones ist ein etwa 90 km langer Zufluss des Pazifischen Ozeans im Südwesten von Ecuador.

## Flusslauf
Der Río Jubones entsteht in der Cordillera Occidental am Zusammenfluss von Río León und Río Rircay. Er fließt in westlicher Richtung durch das Gebirge. Dabei bildet er auf einer Strecke von 15 Kilometern die Provinzgrenze zwischen Azuay (im Norden) und Loja (im Süden) sowie im Anschluss auf einer Strecke von 25 Kilometern die Provinzgrenze zwischen Azuay (im Norden) und El Oro (im Süden). Die Fernstraße E59 folgt dem Flusslauf.  Der Río Jubones verlässt das Bergland und erreicht die Küstenebene. Bei Flusskilometer 29 passiert der Fluss die südlich gelegene Stadt Pasaje. Anschließend wendet sich der Río Jubones nach Nordwesten. Bei Flusskilometer 17 kreuzt die Fernstraße E25 den Fluss. Schließlich erreicht dieser den Golf von Guayaquil, wo er ein kleines Flussdelta ausbildet.

## Hydrologie
Der Río Jubones entwässert ein Areal von 4054 km². Der mittlere Abfluss beträgt 59 m³/s.

## Wasserkraftnutzung

### Talsperre Minas-San Francisco
71 km oberhalb der Mündung wurde zwischen 2012 und 2019 ein Staudamm (⊙) errichtet. Die Gewichtsstaumauer besitzt eine Höhe von 65,4 m. Der Speicherraum beträgt 14 Millionen m³. Ein 13,9 km langer Tunnel (4,75 m Ø), ein 68 m hohes Wasserschloss (16 m Ø) sowie eine anschließende 530 m lange Druckleitung (3,77 m Ø) führen das Wasser einem Kavernenkraftwerk (⊙ 3 vertikale Pelton-Turbinen zu je 91,6 MW, 65 m³/s Ausbauwassermenge, 510 m Fallhöhe, 1290 GWh/Jahr) zu. Das Wasser wird vom Kraftwerk über einen 1,6 km langen Stollen (5 m Ø) zurück in den Fluss geführt. Das Projekt wurde von der Regierung direkt an die chinesische Firma Harvin Electric vergeben.

### Wasserkraftwerk La Unión
Es gibt Planungen für ein weiter flussabwärts gelegenes Wasserkraftwerk, das La-Unión-Kraftwerk. Ein 12,19 km langer Tunnel (4,8 m Ø), ein 97 m hohes Wasserschloss (15 m Ø) sowie eine anschließende 847 m lange Druckleitung (4,8 m Ø) würden das Wasser dem oberirdisch gelegenen Kraftwerk (2 Francis-Turbinen, 65 m³/s Ausbauwassermenge, 170 m Fallhöhe, 94 MW, 400 GWh/Jahr) zuführen. Unterhalb des Kraftwerks soll ein Abflusskanal das Wasser wieder in den Fluss zurückleiten.